# Maďarská řeckokatolická církev
Maďarská řeckokatolická církev je jedna z východních katolických církví byzantského ritu.
Původ řeckokatolíků v Maďarsku je různorodý. Část pochází z původně pravoslavných obyvatelů, kteří se sem přistěhovali zejména v 15. a 16. století. Byli to Rusíni, Slováci, Srbové a Řekové. V 18. století se někteří protestanti stali katolíky byzantského obřadu. Když se tyto skupiny pomaďarštily, začaly žádat o používání maďarského jazyka v liturgii.
Dne 8. června 1912 byla vytvořená eparchie Hajdúdorog. Biskup nejprve sídlil v Debrecíne a potom v Nyíregyházi. Dne 4. června 1924 byl z 21 farností původně patřících k Prešovské eparchii vytvořený apoštolský exarchát v Miskolci. V těchto farnostech se jako bohoslužebný jazyk původně používala církevní slovanština, poměrně brzy však převládla maďarština. Dne 5. března 2011 papež Benedikt XVI. do exarchátu začlenil dalších 29 farností, které předtím patřily do Hajdudorožské eparchie.
Dne 20. března 2015 vznikla metropolitní řeckokatolická církev sui juris, když papež povýšil biskupství v Hajdúdorogu na metropolitní a podřídil mu eparchy v Miskolci (současně povýšil tamější exarchát na eparchii) a Nyíregyháze, jehož eparchii v té chvíli založil.